# Santi Kolk
Santi Kolk, est un footballeur néerlandais né le 2 octobre 1981 à La Haye.

## Palmarès
- ADO La Haye
  - Champion de Eerste divisie en 2003.
- FC Den Bosch
  - Champion de Eerste divisie en 2004.
- FC Zwolle
  - Meilleur buteur de Eerste divisie en 2006. (18 buts)